# Contrada Valanghe
Contrada Valanghe este o arie protejată (arie specială de conservare — SAC, sit de importanță comunitară — SCI) din Italia întinsă pe o suprafață de 2.339 ha, integral pe uscat.

## Localizare
Centrul sitului Contrada Valanghe este situat la coordonatele 37°35′28″N 14°46′41″E / 37.591111°N 14.778056°E.

## Înființare
Situl Contrada Valanghe a fost declarat sit de importanță comunitară în septembrie 1995 pentru a proteja 4 specii de animale. Situl a fost protejat și ca arie specială de conservare în decembrie 2015.

## Biodiversitate
Situată în ecoregiunea mediteraneană, aria protejată conține 5 habitate naturale: Galerii și tufărișuri riverane sudice (Nerio-Tamaricetea și Securinegion tinctoriae), Galerii de Salix alba și de Populus alba, Pseudostepă cu ierburi și specii anuale de Thero-Brachypodietea, Tufărișuri termo-mediteraneene și de pre-deșert, Tufărișuri halo-nitrofile (Pegano-Salsoletea).
La baza desemnării sitului se află mai multe specii protejate de  păsări (4): Alectoris graeca whitakeri, pasărea ogorului (Burhinus oedicnemus), barză albă (Ciconia ciconia), Falco biarmicus
Pe lângă speciile protejate, pe teritoriul sitului au mai fost identificate 15 specii de plante, 1 specie de mamifere, 40 de specii de nevertebrate, 3 specii de reptile.